# Mansoor Khan (regista)
Mansoor Hussain Khan (Hyderabad, ...) è un regista indiano.

## Filmografia

### Regista
- Qayamat Se Qayamat Tak (1988)
- Jo Jeeta Wohi Sikander (1992)
- Akele Hum Akele Tum (1995)
- Josh (2000)

### Produttore
- Jaane Tu Ya Jaane Na (2008)

## Premi
- National Film Awards
  - "Best Popular Film Providing Wholesome Entertainment" - Qayamat Se Qayamat Tak (1988)
- Filmfare Awards
  - "Best Director" - Qayamat Se Qayamat Tak (1988)